# Fiorini
Fiorini, popis 1991; skupaj: 272
Fiorini (italijansko Fiorini) so naselje na Hrvaškem, ki upravno spada pod občino Brtonigla v Istrski županiji. Leži ob cesti Karigador-Brtonigla. Obsega še zaselek Balbije, do izločitve leta 2001 pa je uradno vključevalo tudi Karigador.  

## Demografija
| Pregled števila prebivalcev po letih | Pregled števila prebivalcev po letih | Pregled števila prebivalcev po letih | Pregled števila prebivalcev po letih | Pregled števila prebivalcev po letih | Pregled števila prebivalcev po letih | Pregled števila prebivalcev po letih | Pregled števila prebivalcev po letih | Pregled števila prebivalcev po letih | Pregled števila prebivalcev po letih | Pregled števila prebivalcev po letih | Pregled števila prebivalcev po letih | Pregled števila prebivalcev po letih | Pregled števila prebivalcev po letih | Pregled števila prebivalcev po letih |
| ------------------------------------ | ------------------------------------ | ------------------------------------ | ------------------------------------ | ------------------------------------ | ------------------------------------ | ------------------------------------ | ------------------------------------ | ------------------------------------ | ------------------------------------ | ------------------------------------ | ------------------------------------ | ------------------------------------ | ------------------------------------ | ------------------------------------ |
| 1857                                 | 1869                                 | 1880                                 | 1890                                 | 1900                                 | 1910                                 | 1921                                 | 1931                                 | 1948                                 | 1953                                 | 1961                                 | 1971                                 | 1981                                 | 1991                                 | 2001                                 |
| 0                                    | 0                                    | 179                                  | 284                                  | 234                                  | 253                                  | 0                                    | 0                                    | 340                                  | 227                                  | 228                                  | 223                                  | 256                                  | 272                                  | 145                                  |